# Adriana Bortolozzi
Adriana Raquel Bortolozzi de Bogado (n. Gessler, provincia de Santa Fe, 1 de marzo de 1949) es una política argentina, perteneciente al Partido Justicialista. Fue senadora nacional, representando a la provincia de Formosa y siendo parte del bloque del Frente para la Victoria.

## Carrera
Bortolozzi se graduó de abogada en la Universidad Nacional del Nordeste en 1981. Desde 1985 a 1987 fue Ministra de Acción Social de la provincia de Formosa. Entre 1989 y 1996 fue diputada provincial. En 1995 asumió como diputada nacional, representando a la misma provincia, cargo al que renunció un año más tarde. 
Desde 1997 a 2001 fue diputada provincial nuevamente, cargo que abandonó para volver a ser diputada nacional por la provincia de Formosa, entre 2001 y 2005. Desde 2005 a 2011 fue senadora nacional, representando a la misma provincia.
Su marido, Floro Eleuterio Bogado, fue gobernador formoseño entre 1983 y 1987, y vicegobernador de la provincia desde 1995 hasta su fallecimiento en 2017. El hijo que tienen en común, Adrián Floro Bogado, es actualmente diputado provincial.

## Proyecto de canon digital
En el año 2009, Bortolozzi presentó un proyecto de ley para introducir un canon digital en Argentina. Dicho proyecto recibió duras críticas, debido a que en sus considerandos (los motivos que impulsan una ley) mencionaba textualmente declaraciones del embajador de Estados Unidos en Argentina -por entonces Anthony Wayne-, defendiendo en consecuencia los intereses de ese país.